# Widzel tom Brok

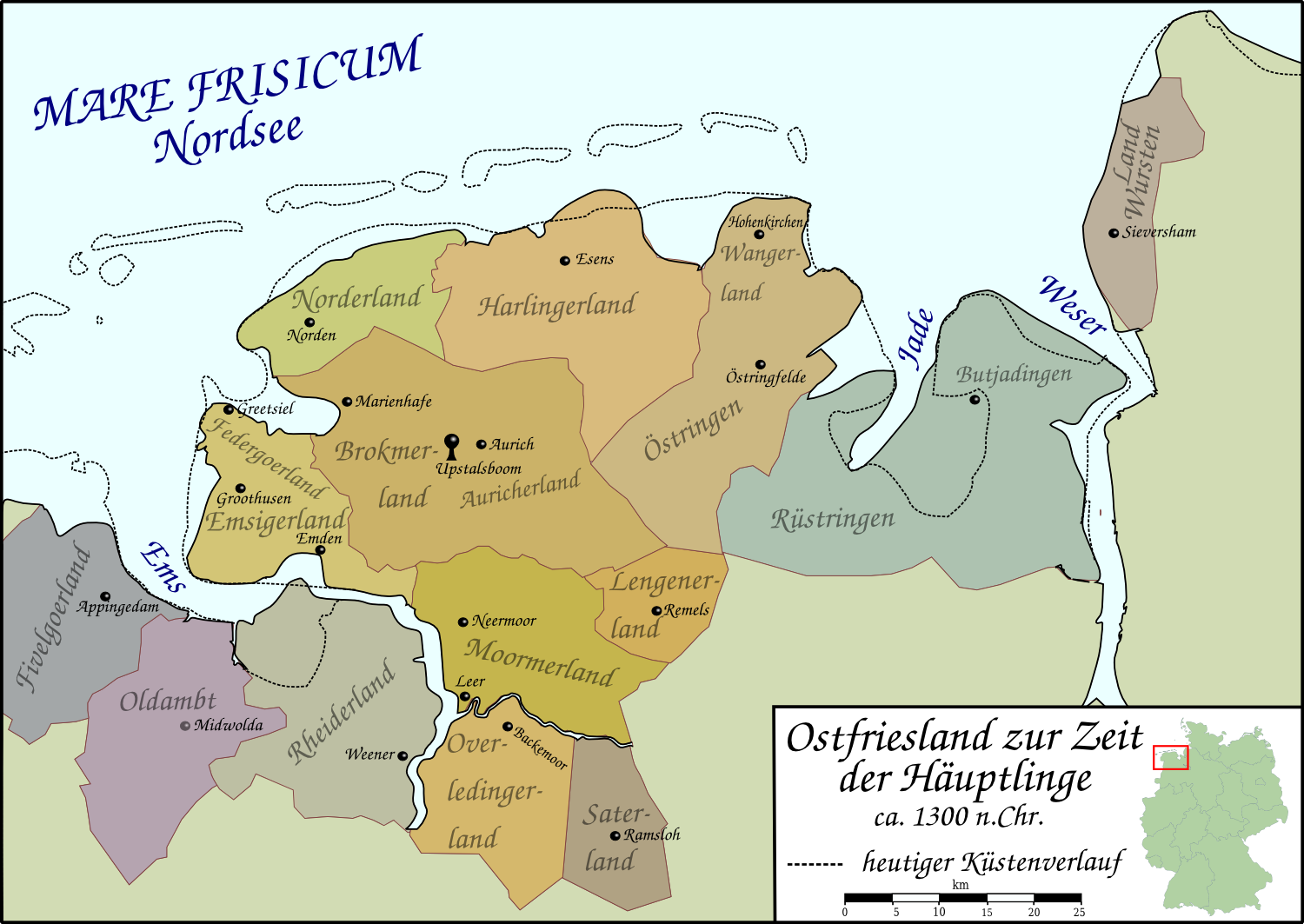
Oost-Friesland rond 1300

Widzel tom Brok (? – 25 april 1399) was een Friese krijgsheer en hoofdeling. Hij was de zoon van Ocko I tom Brok.

## Geschiedenis
Widzels vader, Ocko I tom Brok, stierf in 1389. Vanuit de voogdij nam zijn moeder, Foelke Kampana, de heerschappij van het ambtsgebied over. Toen Widzel tom Brok de soevereiniteit overnam, bood hij de piraat Klaus Störtebeker, een Likedeeler, Marienhafe in Oost-Friesland aan als een plek om zich terug te trekken.
Widzel stierf in een brand in een kerk te Detern. Deze brand was aangestoken door de krijgers van de Aartsbisschop van Bremen, de graaf van Oldenburg en anderen uit het verbond.